# Vložitev (matematika)
Vložítev v matematiki imenujemo stanje takrat, ko je en primerek neke strukture sestavni del drugega primerka. Zgled: grupa, ki je tudi podgrupa.
Ko je neki objekt {\displaystyle X\,} vložen v drugi objekt {\displaystyle Y\,}, je vložitev dana z injektivno preslikavo, ki ohranja njeno strukturo {\displaystyle f:X\to Y}. 
Za dana {\displaystyle X\,} in {\displaystyle Y\,} je možnih več vložitev {\displaystyle X\,} v {\displaystyle Y\,}. Posebno zanimive so standardne (kanonske) vložitve, kot so npr. vložitve naravnih števil v cela števila. Nadaljnji zgledi so vložitev celih števil v racionalna števila, racionalnih števil v realna števila in realnih števil v kompleksna števila. 